# Aluminum Corporation of China
Chalco (Aluminum Corporation of China Ltd.; chinesisch 中国铝业股份有限公司, Abkürzung: 中国铝业) ist ein chinesischer Aluminiumhersteller. Das Unternehmen war im Aktienindex SSE 50 gelistet.
Das Mutterunternehmen ist der chinesische Staatskonzern CHINALCO (Aluminum Corporation of China - ohne "Ltd.").

## Positionierung auf dem Markt
Chalco ist nach eigenen Angaben der größte Aluminiumhersteller in China und der drittgrößte weltweit. 2019 wurden 3,79 Millionen Tonnen Aluminium produziert. Nach Angaben des Unternehmens werden 70 Prozent der chinesischen Nachfrage nach Aluminium von Chalco gedeckt.

## Standorte
Chalco betreibt Raffinerien und Metallhütten in den Provinzen Qinghai, Guizhou, Shanxi, Henan, Shandong und im Autonomen Gebiet Guangxi. Der Sitz des Unternehmens ist Peking.

## Besitzverhältnisse
Aktien von Chalco werden in Hongkong und New York gehandelt. Einer der größten Aktionäre ist mit einem Anteil von acht Prozent der weltweit größte Aluminiumproduzent Alcoa (USA). Die Aktienmehrheit wird jedoch von der Kommission zur Kontrolle und Verwaltung von Staatsvermögen des Staatsrats der Volksrepublik China gehalten.

## Beteiligungen
Im August 2007 übernahm die Muttergesellschaft Chinalco 100 % der Aktien der Peru Copper Inc. mit der Betreibergesellschaft Minera Peru Copper und gründete das Tochterunternehmen Minera Chinalco Peru S.A. Chinalco Perú erweiterte das Bergwerk Toromocho im Distrikt Morococha, 150 km nordöstlich von Lima (Standort Mina Morococha), einen über 30 Jahre angelegten Tagebau, aus dem seit 2013 vor allem Kupfer, Molybdän und Silber gewonnen wird. Dem Bergwerk ist eine Anlage zur Aufbereitung des Kupfererzes angegliedert.

### Joint Venture mit Rio Tinto
Im Jahr 2011 wurde ein Gemeinschaftsunternehmen mit dem Australischen Bergwerkskonzern Rio Tinto gegründet um Chinas Vorkommen gemeinsam zu heben. Die Firma Chinalco Rio Tinto Exploration Co. Ltd. (CRTX) wurde zu 51 % von Chinalco gehalten und zu 49 % von Rio Tinto.
Das gemeinsame Projekt wurde im Jahr 2017 beendet.